# Гаргало
Гарга̀ло (на италиански: Gargallo, на местен диалект: Gargal, Гаргал) е село и община в Северна Италия, провинция Новара, регион Пиемонт. Разположено е на 396 m надморска височина. Населението на общината е 1857 души (към 2014 г.).